# Real and True
"Real and True" é uma canção do rapper estadunidense Future, contida em seu segundo álbum de estúdio Honest (2014). Conta a participação da cantora conterrânea Miley Cyrus e do artista musical inglês Mr Hudson. Mike Will Made-It ficou encarregado da produção da faixa. O seu lançamento como segundo single do disco ocorreu em 5 de novembro de 2013.

## Faixas e formatos
| Download digital |                                 |         |  |
| N.º              | Título                          | Duração |  |
| 1.               | "Real and True" (com Mr Hudson) | 4:07    |  |

## Desempenho nas tabelas musicais

### Posições
| Tabela musical (2013)                  | Melhor posição |
| -------------------------------------- | -------------- |
| Coreia do Sul (Gaon Music Chart)       | 189            |
| Estados Unidos (Hot R&B/Hip-Hop Songs) | 32             |

## Histórico de lançamento
| País           | Data                  | Formato          | Gravadora |
| -------------- | --------------------- | ---------------- | --------- |
| Alemanha       | 5 de novembro de 2013 | Download digital | Epic      |
| Austrália      | 5 de novembro de 2013 | Download digital | Epic      |
| Bélgica        | 5 de novembro de 2013 | Download digital | Epic      |
| Brasil         | 5 de novembro de 2013 | Download digital | Epic      |
| Canadá         | 5 de novembro de 2013 | Download digital | Epic      |
| Dinamarca      | 5 de novembro de 2013 | Download digital | Epic      |
| Espanha        | 5 de novembro de 2013 | Download digital | Epic      |
| Estados Unidos | 5 de novembro de 2013 | Download digital | Epic      |
| França         | 5 de novembro de 2013 | Download digital | Epic      |
| Irlanda        | 5 de novembro de 2013 | Download digital | Epic      |
| Japão          | 5 de novembro de 2013 | Download digital | Epic      |
| Nova Zelândia  | 5 de novembro de 2013 | Download digital | Epic      |
| Países Baixos  | 5 de novembro de 2013 | Download digital | Epic      |
| Portugal       | 5 de novembro de 2013 | Download digital | Epic      |
| Suécia         | 5 de novembro de 2013 | Download digital | Epic      |
| Reino Unido    | 2 de março de 2014    | Download digital | Epic      |